# Giulio Gerardi
Giulio Gerardi (30 novembre 1912 – 10 luglio 2001) è stato un fondista italiano.
Ha partecipato alle Olimpiadi invernali 1936 giungendo quarto con la squadra italiana nella staffetta 4x10 km e gareggiando anche da solo nella 18 km. Ha inoltre conquistato due medaglie di bronzo, ai mondiali del 1937 e a quelli - in seguito dichiarati non validi - del 1941.

## Palmarès

### Mondiali
- Bronzo a Chamonix 1937 nella staffetta 4x10 km.